# Любомирская волость
Любомирская волость — административно-территориальная единица Херсонского уезда Херсонской губернии.
По состоянию на 1886 год состояло из 14 поселений, 14 сельских общин. Население 1968 человек (989 мужского пола и 979 женского), 391 дворовое хозяйство.
|                        | Площадь, десятин | В том числе пахотной, дес. |
| ---------------------- | ---------------- | -------------------------- |
| Сельских общин         | 4017             | 2551                       |
| Частной собственности  | 38 318           | 4976                       |
| Казённой собственности | -                | -                          |
| Другой собственности   | 120              | 120                        |
| Всего                  | 42 455           | 7647                       |

Самые большие поселения волости:
- Любомирка (Ксаверьевка) — село при реке Висунь в 65 верстах от уездного города, 462 человека, 96 дворов, православная церковь, школа, 2 лавки. За 8 вёрст — трактир.
- Костомарова — село при реке Висунь, 221 человек, 42 двора, мост через реку Висунь.
- Любина (Ксаверьевка) — село при балке Веревченой, 171 человек, 33 двора, лавка.
- Семёновка — село при реке Висунь, 214 человек, 38 дворов, лавка.